# Vietnam ai Giochi della XVII Olimpiade
La Repubblica del Vietnam (o Vietnam del Sud) partecipò con il nome di Vietnam alle XVII Olimpiadi, svoltesi a Roma dal 25 agosto all'11 settembre 1960, con una delegazione di 3 atleti impegnati in due discipline: nuoto e scherma.
Fu la terza partecipazione di questo paese ai Giochi olimpici. Non furono conquistate medaglie.